# 德利爾山 (月球)

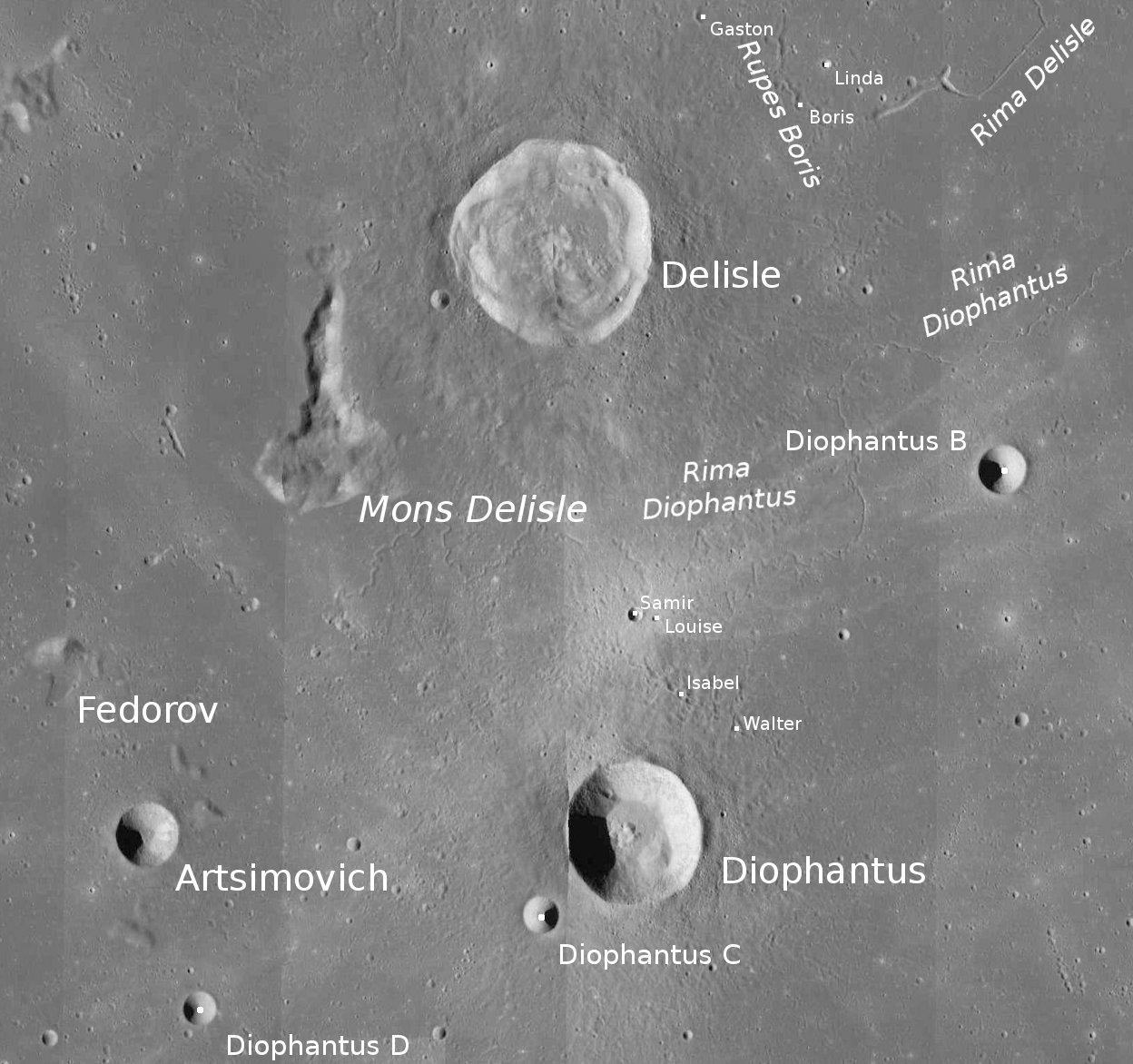
德利尔山位置图

德利尔山(Mons Delisle)是月球上位于雨海边缘德利尔环形山附近的一座山丘。其山形细长，绵延约30公里(19英里)，中心月面坐标为北纬29.4°、西经35.8°。1985年国际天文联合会以附近的德利尔环形山之名命名了它。
它的西北面是德利尔环形山，西南是另一座较小的费多罗夫陨石坑，往南不远则是阿齐莫维奇陨石坑。